# Borský Svätý Jur
Borský Svätý Jur é um município da Eslováquia, situado no distrito de Senica, na região de Trnava. Tem 39,719 km² de área e sua população em 2019 foi estimada em 1634 habitantes.

## Demografia
| Ano:        | 1994 | 2004   | 2014   | 2024   |
| ----------- | ---- | ------ | ------ | ------ |
| Broj ljudi: | 1577 | 1564   | 1656   | 1603   |
| Razlika:    |      | -0,82% | +5,88% | -3,20% |

| Ano:               | 2023 | 2024   |
| ------------------ | ---- | ------ |
| Número de pessoas: | 1608 | 1603   |
| Diferença:         |      | -0,31% |